# Randy Sexton
Randy Sexton, född 24 juli 1959, är en kanadensisk befattningshavare och affärsman som har varit verksam i den nordamerikanska professionella ishockeyligan National Hockey League (NHL) i omgångar sedan 1991.
Han spelade ishockey för Cornwall Royals (LHJMQ) och St. Lawrence Saints (St. Lawrence University) (NCAA) mellan 1977 och 1982. Året efter fick han anställning hos Saints som en i tränarstaben och var där fram till 1985. 1991 blev han utsedd som president för Ottawa Senators, som gjorde debut i NHL året efter. 1993 utökades hans roll i Senators, att även infatta general manager efter att Mel Bridgman fick gå. Den 11 december 1995 blev han själv sparkad och ersatt av Pierre Gauthier. Nästan tio år senare återvände Sexton till NHL och blev utnämnd till att vara assisterande general manager för Florida Panthers (NHL). Den 2 oktober 2009 blev Sexton befordrad till general manager efter att Jacques Martin lämnade ishockeyorganisationen under sommaren, det varade fram till den 17 maj 2010 när han blev ersatt av Dale Tallon. Mindre än en och en halv månad senare fick han anställning hos Pittsburgh Penguins (NHL) som assisterande chef för deras talangscouter (amateur scouting) som scoutar ishockeyspelare som inte har några NHL-kontrakt, han blev chef för dessa i ett senare skede. Under sin vistelse hos Penguins, vann de två raka Stanley Cup för säsongerna 2015–2016 och 2016–2017. Den 26 juni 2017 utsågs Sexton till assisterande general manager för Buffalo Sabres (NHL) och general manager för Rochester Americans (AHL).
Han är far till ishockeyspelaren Ben Sexton som spelar inom organisationen för just Ottawa Senators.

## Statistik
| 1977–1978   | Cornwall Royals     | LHJMQ       | 3   | 0  | 0  | 0  | 4   | — | — | — | — | — |
| 1978–1979   | St. Lawrence Saints | NCAA        | 31  | 4  | 9  | 13 | 111 | — | — | — | — | — |
| 1979–1980   | St. Lawrence Saints | NCAA        | 31  | 5  | 10 | 15 | 0   | — | — | — | — | — |
| 1980–1981   | St. Lawrence Saints | NCAA        | 33  | 4  | 23 | 27 | 60  | — | — | — | — | — |
| 1981–1982   | St. Lawrence Saints | NCAA        | 30  | 2  | 12 | 14 | 49  | — | — | — | — | — |
| NCAA totalt | NCAA totalt         | NCAA totalt | 125 | 15 | 54 | 69 | 220 | — | — | — | — | — |